# Dactylocotyle denticulata
Dactylocotyle denticulata är en plattmaskart. Dactylocotyle denticulata ingår i släktet Dactylocotyle och familjen Dactylocotylidae. Inga underarter finns listade i Catalogue of Life.